# Grammia persephone
Grammia persephone là một loài bướm đêm thuộc phân họ Arctiinae, họ Erebidae.